# Franz Josef Meinrad Merkel
Franz Josef Meinrad Merkel CSSp (* 22. September 1944 in Hardheim) ist ein deutscher Ordensgeistlicher und emeritierter römisch-katholischer Bischof von Humaitá in Brasilien.

## Leben
Franz Josef Meinrad Merkel wurde am 22. September 1944 in Hardheim geboren. Seine Eltern waren Franz und Thekla Merkel, der Vater von Beruf Volksschullehrer und Organist. Meinrad Merkel ist der jüngste von sieben Brüdern und einer Schwester. Fünf der Brüder studierten Theologie, für wiederum drei von ihnen mündete dieses Studium in der Priesterweihe. Neben Meinrad waren dies Carl (1936–2017), Professor an der Katholischen Universität Eichstätt, und Norbert (geb. 1938, Spiritaner u. a. in Menden (Sauerland) und im Kloster Knechtsteden).
Franz Josef Meinrad Merkel trat der Ordensgemeinschaft der Spiritaner bei und empfing am 22. Mai 1971 die Priesterweihe. Während seines Studiums spezialisierte er sich auf Landwirtschaft in den Tropen und bereiste erstmals Brasilien. Anschließend wurde er Missionar im brasilianischen Grenzgebiet zu Peru. Von 1982 bis 1987 war er in der Pfarrseelsorge in Belo Horizonte tätig. Bevor er 1989 als Missionar und Pfarrer nach Bahia wechselte, war er für die Spiritaner zwei Jahre von Stuttgart aus für das Projekt Missionar auf Zeit tätig. Ab 1999 folgte noch eine kurze Tätigkeit in São Paulo.
Papst Johannes Paul II. ernannte ihn am 26. Juli 2000 zum Bischof von Humaitá in Brasilien. Der Bischof von Rio do Sul, José Jovêncio Balestieri SDB, spendete ihm am 15. Oktober desselben Jahres die Bischofsweihe; Mitkonsekratoren waren der Erzbischof von Porto Velho, Moacyr Grechi OSM und der Koadjutorprälat von Tefé, Sérgio Eduardo Castriani CSSp.
Am 12. August 2020 nahm Papst Franziskus das von Franz Josef Meinrad Merkel aus Altersgründen vorgebrachte Rücktrittsgesuch an.
Er ist seit 1967 Mitglied der katholischen Studentenverbindung KStV Frankonia-Straßburg Frankfurt am Main im KV.